# 介休东站
介休东站位于中华人民共和国山西省晋中市介休市三佳乡三佳村，是大西高速铁路上的高铁站，2009年12月3日动工，于2014年7月1日启用营运，由中国铁路太原局集团介休车务段管辖。

## 歷史
- 2014年7月1日，隨著大西客运专线太原－西安段通车启用。[3]

## 車站構造
車站设计以晋商故里为元素，体现晋商文化与现代理念相结合。候车大厅约4000平米，售票大厅356平方米，出站大厅400平方米。站內设有VIP候车厅及客服中心、办公用房。
本站布局为2台4线。
| 东南↑ |      |                                                                |  |
|       | 侧式 |                                                                |  |
|       | 2    | 到发线                                                         |  |
| Ⅰ道   | 无   | （平遥古城站）大西高速铁路 下行正线 往西安北站方向（灵石东站） |  |
| Ⅱ道   | 无   | （平遥古城站）大西高速铁路 上行正线 往怀仁东站方向（灵石东站） |  |
|       | 1    | 到发线                                                         |  |
|       | 侧式 |                                                                |  |
| 西北↓ | 站房 | 进出站、接驳交通                                               |  |

## 旅客列车目的地
目前每天有44班旅客列车在本站停靠，同时本站还有太原局集团开行的始发进京列车G791/792次一对。
| 列车所属路局   | 目的地                                                                               |
| -------------- | ------------------------------------------------------------------------------------ |
| 北京局集团     | 北京丰台、运城北                                                                     |
| 太原局集团     | 北京丰台、清河、太原、太原南、西安北、贵阳北、运城北、永济北、临汾西、大同南、嘉兴南 |
| 西安局集团     | 成都东、太原南、西安北、威海、大同南、重庆北                                         |
| 哈尔滨局集团   | 运城北                                                                               |
| 济南局集团     | 呼和浩特东、运城北                                                                   |
| 呼和浩特局集团 | 呼和浩特东、兰州西                                                                   |
| 成都局集团     | 清河、贵阳北、太原南                                                                 |
| 兰州局集团     | 太原南、兰州西、大同南                                                               |

## 車站周邊
- 大运高速公路
- 文昌公园
- 三佳中学
- 三佳小学

## 外部連結
- 中国铁路客户服务中心（页面存档备份，存于）